# Sança Alfons de Lleó
Sança Alfons de Lleó, nascuda Sancha Alfonso (ca. 1220s - 1270), va ser una filla il·legítima del rei Alfons IX de Castella (mort el 1230) i la noble Teresa Gil de Soverosa (ca. 1170, filla de Gil Vázques de Soverosa i María Aires de Fornelos). Sovint és confosa amb Sança de Lleó (1192-1243), també filla d'Alfons IX i de Teresa de Portugal i de Barcelona, i que també s'havia retirat a un monestir, el de Villabuena. Es tracta de persones diferents.

## Vida
Es va casar amb Simón Ruiz, senyor de Los Cameros, i quan aquest morí es feu monja de l'Orde de Sant Jaume, al monestir de Comanadores de Sant Jaume de Santa Eufemia de Cozollos de Palència, on ingressà el 21 de febrer del 1270. En entrar-hi, feu donació de tots els seus béns a l'orde i hi portà una vida virtuosa.
Hi morí el 25 de juliol del 1270 i fou enterrada al monestir de Santa Eufemia de Cozollos. El 1608, Felip III fa traslladar el seu cos incorrupte al monestir de Santa Fe de Toledo, des d'on va anar al monestir de Comendadoras de Santiago de Toledo.

## Veneració
El 1616 s'inicià el procés de beatificació, però mai no es va acabar, en bona part per la manca de documents i dades, atès el temps que havia passat, i per la constant confusió de la persona amb Sança II de Lleó. No obstant això, va ser proclamada venerable i és popularment anomenada beata; la seva festivitat és el 26 de juliol.

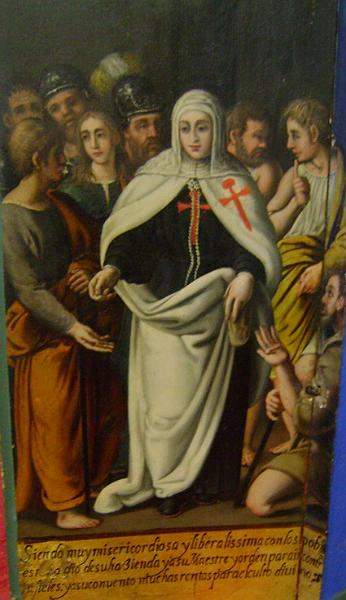
La infanta ajudant els pobres, pintura a un reliquiari del s. XVII
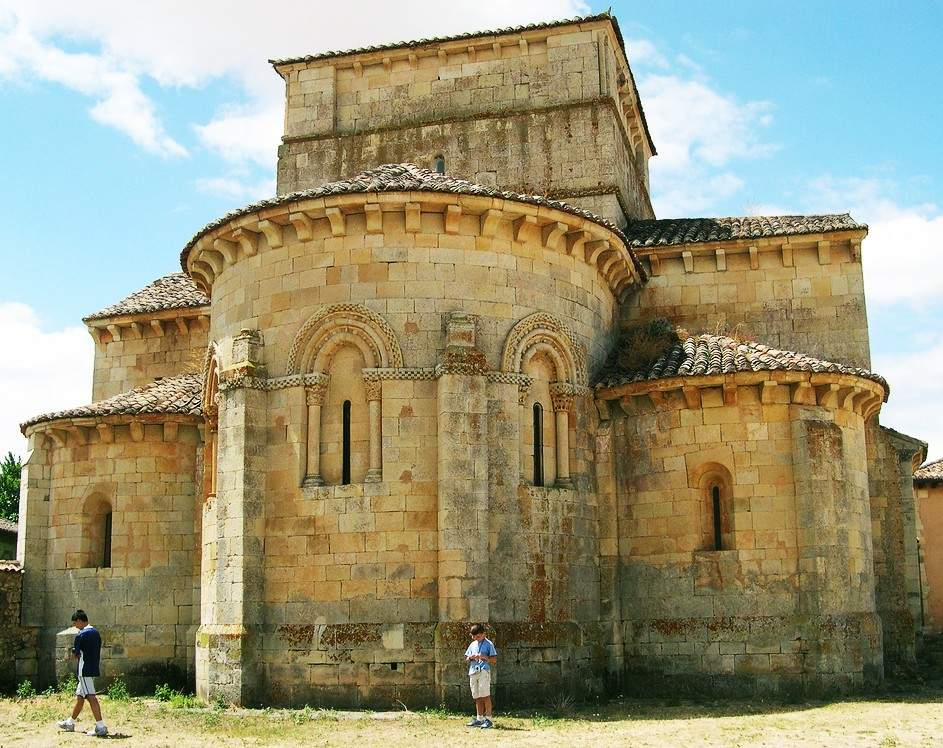
Capçalera de Santa Eufemia de Cozuelos, monestir on va viure i morir Sança
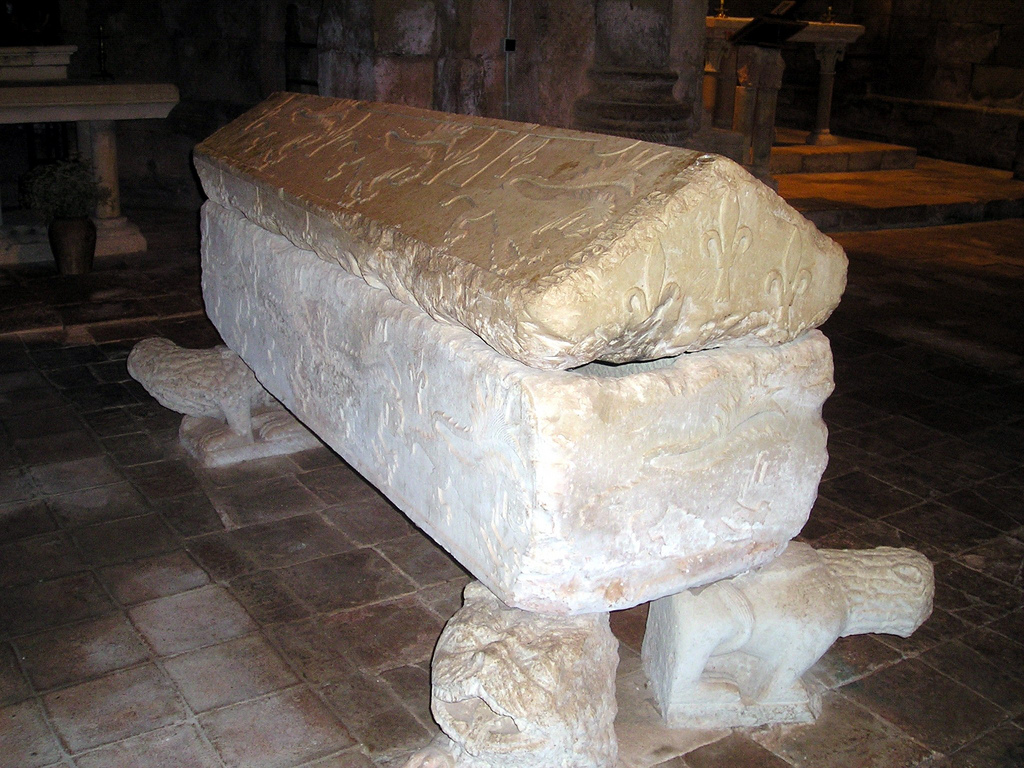
Primer sepulcre de la infanta, a Santa Eufemia de Cozuelos, del s. XIII
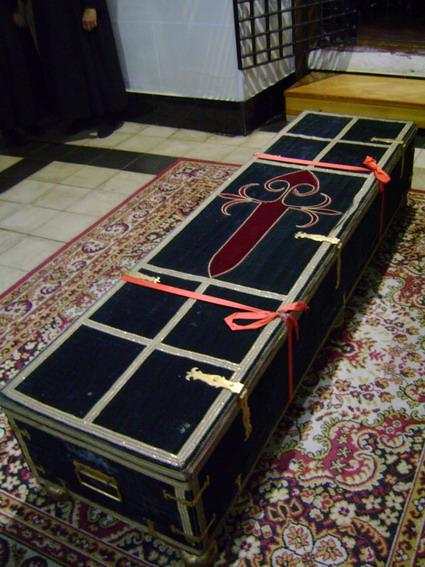
Actual sepulcre de la venerable, al convent de Comendadoras de Santiago de Toledo